# ساوت پارک: گنده‌تر، درازتر و بریده‌نشده
ساوت پارک: گنده‌تر، درازتر و کوتاه‌نشده (به انگلیسی: South Park: Bigger, Longer & Uncut) فیلمی ۸۱ دقیقه‌ای به کارگردانی تری پارکر با بازی تری پارکر است.